# 道の駅みやま
道の駅みやま（みちのえき みやま）は、福岡県みやま市にある国道443号の道の駅である。

## 歴史
- 2011年 （平成23年）3月27日 - 開駅[1]

## 施設
- 駐車場
  - 普通車 - 149台
  - 大型車 - 12台
  - 身体障がい者用 - 2台
- トイレ
  - 男 - 10器
  - 女 - 10器
  - 身体障がい者用 - 1器
- 情報コーナー
- 公衆電話
- 農産物直売所
  - がまだしもん - 09:00 ～ 18:00
  - 鮮魚コーナー「めぐみ水産」[2]
    - サワラの藁焼き、カツオの藁焼き、マグロの藁焼き、刺身の盛り合わせ、寿司の盛り合わせ
- フードコート
  - ニクダイナー イワナガ[3][4] - 玉めし
  - みやま果寮[5] - 季節のフルーツだんご
  - いなほ焼き[6] - いなほ焼き、ふわふわフルーツかき氷（各種）
  - みやま食堂[7] - 煮卵ラーメン、みやまうどん
  - 石窯ピッツァ ナチュレ[8] - 日替わりピザ、酵素ドリンク
  - 手結び屋[9] - 極上おむすび
  - Miyama Lab[10]
    - 新食感のたいやき『モンブランったい』紫芋味・くり味・抹茶味
    - サイフォン式ホットコーヒー、サイフォン式アイスコーヒー、カフェオレ、コーヒーフロ－ト、紅茶

  - かぐらや[11] - 豆腐ハンバーグ定食、ぶた汁
  - 水茶屋樹徳庵[12] - 八女茶各種、抹茶ぱふぇ きよみず

## 休館日
- 1月1日 ～ 1月3日

## アクセス
- 国道443号 三橋瀬高バイパス - 登録路線
  - 福岡県道775号本吉小川線
  - E3 九州自動車道 10-1 みやま柳川IC

## 周辺
- みやま市役所[13]
- 清水寺
- 本坊庭園